# Augsburg villamosvonal-hálózata
Augsburg villamoshálózata egy nagyvárosi villamoshálózat Augsburgban, Németországban. Hossza 45,4 km, melyen 92 megálló található. 1881 és 1898 között a városban lóvontatású városi vasút volt. Napjainkban a hálózat 5 vonalból áll. 2012-ben 34,247 millió utast szállított. A hálózatot a Augsburger Verkehrsgesellschaft üzemelteti. Közös tarifarendszer van a városi buszhálózattal.

## Járművek
A város villamoshálózata az alábbi járműveket üzemelteti:
- 3 Düwag M8C
- 11 Adtranz GT6M
- 41 Siemens Combino NF8
- 27 Bombardier Flexity Outlook Cityflex CF8

## Vonalak
| Járat   | Útvonal | Megállók száma | Menetidő | Hossz   | Ütem hétfőtől péntekig   | Ütem szombaton           | Ütem vasárnap és ünnepnap |
| ------- | --- | -------------- | -------- | ------- | ------------------------ | ------------------------ | ------------------------- |
| Linie 1 | Lechhausen Neuer Ostfriedhof – Lechhausen Schlößle – Jakobertor – Fuggerei – Rathausplatz – Königsplatz – Kongress am Park – Bergstraße – Maria Stern – Göggingen                                 | 25             | 33/30    | 9,3 km  | 7,5                      | 10                       | 15                        |
| Linie 2 | Augsburg West P+R – Uniklinik BKH – Kriegshaber – Oberhausen Bf. – Wertachbrücke – Fischertor – Dom/Stadtwerke – Rathausplatz – Königsplatz – Rotes Tor – Haunstetter Str. Bf. – Haunstetten Nord | 29             | 39/40    | 12,6 km | 7,5                      | 10                       | 15                        |
| Linie 3 | Hauptbahnhof – Königsplatz – Rotes Tor – Haunstetter Str. Bf. – Fachoberschule – Universität – Inninger Straße P+R                                                                                | 16             | 22/20    | 7,0 km  | 7,5                      | 7,5                      | 15                        |
| Linie 3 | (...) – Haunstetten Südwest – Brahmsstraße – Königsbrunn Zentrum | 23             | 34/32    | 11,7 km | 15                       | 15                       | 15                        |
| Linie 4 | Hauptbahnhof – Königsplatz – Staatstheater – Plärrer P+R – Wertachbrücke – Oberhausen Nord P+R | 13             | 18/17    | 5,2 km  | 7,5                      | 10                       | 15                        |
| Linie 6 | Stadtbergen – Westfriedhof – Pfersee – Rosenaustraße – Hauptbahnhof – Königsplatz – Rotes Tor – Hochschule – Textilmuseum – Schwaben Center – Afrabrücke – Hochzoll Mitte – Friedberg West P+R    | 24/25          | 35/33    | 10,6 km | 7,5                      | 10                       | 15                        |
| Linie 8 | Hauptbahnhof – Königsplatz – WWK ARENA | 16             | 18       | 5,9 km  | csak rendezvények esetén | csak rendezvények esetén | csak rendezvények esetén  |
| Linie 9 | Hauptbahnhof – Königsplatz – Messezentrum | 12             | 13       | 4,0 km  | csak rendezvények esetén | csak rendezvények esetén | csak rendezvények esetén  |